# Abarrane
Abarrane – żeńskie imię pochodzenia hebrajskiego, spokrewnione z imieniem Abraham ("ojciec wielu"); w języku baskijskim – żeńska forma tego imienia. Wariantem imienia jest Abame. Podobne znaczenie ma też imię Abra.